# Vanessa Feuillatte
Vanessa Feuillatte née à Paris le 16 mai 1985, est une danseuse, artiste et interprète française. Première danseuse de l’Opéra National de Bordeaux, ambassadrice pour des associations caritatives et entrepreneuse, elle est aussi la petite nièce de Nicolas Feuillatte, fondateur et ambassadeur de la marque de champagne Nicolas Feuillatte.

## Biographie
Elle se forme à l'Institut Janine Stanlowa à Paris puis à l'École de danse de l'Opéra national de Paris, sous la direction de Francesca Zumbo, Christiane Vlassi, Claude Bessy, Atilio Labis[source insuffisante]. Elle passe ses vacances dans la maison familiale proche du Cap Ferret, au Canon. Elle y côtoie Benjamin Millepied, son voisin et ami. Ils partagent, entre autres, une passion commune : la danse. En 2000, Vanessa Feuillatte auditionne pour le Royal Ballet de Londres. La même année, Benjamin Millepied lui propose de l'accompagner aux États-Unis.
À l'obtention de son baccalauréat, en 2002, Vanessa Feuillatte auditionne pour le ballet de l'Opéra national de Bordeaux et est parallèlement admise aux Cours Florent. Elle fait le choix d'intégrer la troupe bordelaise en 2004.
En décembre 2011, Vanessa Feuillatte est nommée première danseuse de l'Opéra national de Bordeaux au cours de la représentation du ballet Casse-Noisette, sous la direction de Charles Jude.
En 2024, elle participe à Koh-Lanta : La Tribu maudite.

## Danseuse
Au sein du Ballet de l’Opéra national de Bordeaux, elle danse sur scène les chorégraphies de Charles Jude : Juliette dans Roméo et Juliette, le rôle-titre dans Giselle, Swanie dans Coppélia, Aurore dans La Belle au bois dormant, Cupidon dans Don Quichotte, Marie dans Casse-Noisette, le Pas de 3 dans Le Lac des cygnes, Les Strophes sur une musique d'Henri Dutilleux, Balanchine, quatre époques et Le Tricorne ; Noces de Bronislava Nijinska, Le Sacre du printemps de Léonide Massine, Zatoïchi de Carlotta Ikeda, Le Messie, Carmina Burana, Chopin Numero Uno, Ariel dans La Tempête de Mauricio Wainrot, Tétris d’Anthony Egéa, Petite Mort de Jiří Kylián, Terpsichore dans Apollon et Sanguin dans Les Quatre Tempéraments (lors d’une soirée dédiée à George Balanchine et son œuvre en mars 2011), mais aussi Suite en blanc de Serge Lifar, Aureole de Paul Taylor, Adagietto d’Oscar Araïz, In the Middle, Somewhat Elevated de William Forsythe, Minus 16 d’Ohad Naharin , La Vie parisienne de Kader Attou, La Fille mal gardée de Frederick Ashton,,.
En tournée avec le Ballet de l'Opéra national de Bordeaux, Vanessa Feuillatte danse Suite en blanc de Serge Lifar au Théâtre de Saint-Pétersbourg (Russie), au Festival de Groningen (Pays-Bas), en Italie et en Espagne ; Le Spectre de la rose au Festival de Grenade (Espagne) ; Giselle en Italie ; Don Quichotte à Lyon ; Le Messie de Mauricio Wainrot en Espagne ; Coppélia en Espagne et à La Fenice de Venise (Italie[source insuffisante]).
Vanessa Feuillatte participe aux créations de Au-delà des grands espaces d'Hamid Ben Mahi, Just Before Now de Xenia West, La danse peut-elle résister ? une "re-création" de Jean-Claude Gallotta, B comme... de Nicolas Le Riche.
Durant l'hiver 2019, Vanessa danse sur deux des créations contemporaines Les Grands Chorégraphes du XXIe siècle : Ghost de Angelin Preljocaj sur Cacti de Alexander Ekman. Elle interprète Cendrillon dans le ballet éponyme de David Bintley, créé pour le Birmingham Royal Ballet.
En 2022, Vanessa Feuillatte danse la nouvelle et dernière création chorégraphique Mythologies,, d'Angelin Preljocaj, sur les musiques de Thomas Bangalter[réf. nécessaire].
En 2023, Vanessa Feuillatte danse les chorégraphies Skywatcher de Houston Thomas, lauréat du concours jeunes chorégraphes 2022 et Woke Up Blind de Marco Goecke, à l'occasion des Quatre Tendances de l'Opéra National de Bordeaux[réf. nécessaire].

## Chorégraphe
En 2017, Vanessa Feuillatte signe sa première chorégraphie originale, le pas de deux Eight Hours[source insuffisante].
En 2021, elle crée la chorégraphie La Miss, dans le cadre du Gala Les Années Folles de ses académie de danse.
En 2023, Vanessa Feuillatte intervient et anime des ateliers chorégraphiques au sein du centre pénitentiaire de Bordeaux-Gradignan, à l'initiative de la bâtonnière du barreau de Bordeaux et en partenariat avec l'Opéra national de Bordeaux.

## Cinéma
En plus d’une carrière de danseuse, Vanessa Feuillatte est interprète.
Elle a eu un rôle dans « Coup de chaud » de Raphaël Jacoulot avec Jean Pierre Darroussin, dans le téléfilm « Mongeville » aux côtés de Francis Perrin, dans le film « L’enfant que je n’attendais pas » de Bruno Garcia.
Vanessa occupe le rôle central de l’épisode « RACONTE - danseuse étoile » du Gang des chocolatines.
Le groupe Odezenne fait appel à Vanessa Feuillatte pour un rôle dans le clip de leur morceau Pouchkine.
En avril 2023, Vanessa Feuillatte incarne Sarah Bernhardt dans le documentaire Sarah Bernhardt à corps perdu de Sophie Jaubert.

## Entrepreneuriat
Vanessa Feuillatte est ambassadrice de deux académies de danse éponymes, dans la région bordelaise, sur la commune de Bordeaux et du Bouscat ,,,. Dirigée par son mari, David Charbit, elle participe activement à son développement. Parallèlement, elle développe une marque de vêtements, proposant une déclinaison de justaucorps aux couleurs vives. Vanessa a été égérie pour la marque Jane de Boy et mannequin junior pour Sonia Rykiel.
Vanessa Feuillatte est mère de quatre enfants. Elle est une des rares danseuses à avoir eu des grossesses durant sa carrière professionnelle,.

## Ambassadrice
En 2018, elle fonde l’association Cœur d'Étoile. Celle-ci a pour but la promotion et le rayonnement de la chorégraphie et de la danse, afin d’en faire un vecteur artistique d’inclusion culturel, social et professionnel. L'association a été récompensée du Prix de l'Initiative 2019, décerné par la Mairie de Bordeaux.
En avril 2019, Vanessa Feuillatte est marraine de l'événement Mon sang pour les autres, grande collecte organisée par l'EFS et le Rotary Club de Bordeaux - Nouvelle Aquitaine. La même année, Vanessa Feuillatte est la première marraine du festival Dansons sur les quais de la ville de Bordeaux, festival organisé par l'association Danse avec nous.

## Décorations
- Chevalière de l'ordre des Arts et des Lettres (2 novembre 2023)[25].

## Distinctions
Vanessa Feuillatte a reçu la médaille d’or au concours du Chausson d’Or en 1999, 2000 et 2001.
En 2020, elle est nommée lauréate des 40 Femmes Forbes France 2020 (femmes les plus inspirantes).